# Вильнюс (станция)

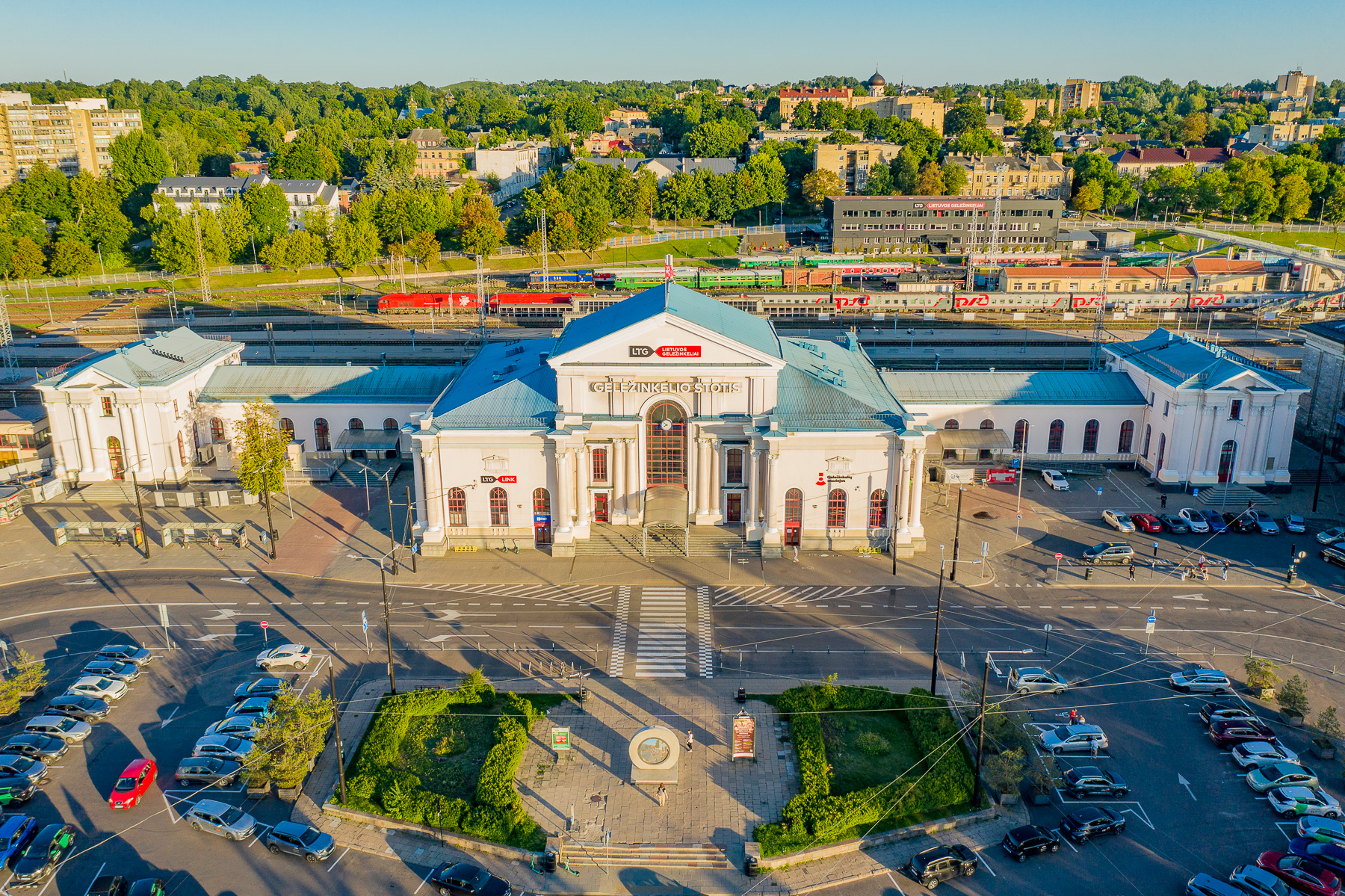
2023

Вильнюс (лит. Vilnius) — железнодорожная станция Литовских железных дорог, памятник архитектуры Вильнюса. Крупнейший вокзал Литвы. Расположен на улице Железнодорожной (Гяляжинкялё, лит. Geležinkelio gatvė), дом 16.

## История
Станцию построили при строительстве Петербурго-Варшавской железной дороги (1853—1862). Первый поезд прибыл из Динабурга 4 сентября 1860 года.
Здание вокзала было построено в 1862 году, паровозное депо — в 1884 году.
15 марта 1862 года открыто движение от Динабурга до Ландварово (178 вёрст); 10 мая — ветка Ландварово — Ковно (сообщение с Восточной Пруссией от Ковно до Эйдткунена было открыто ранее — 11 апреля 1861 г.). В 1874 году — Полесские ж. д.: линия на Лиду — Барановичи — Минск.
После Первой мировой войны в 1918 году были созданы Литовские железные дороги, штаб-квартира и основные мастерские находились на этой станции.
После захвата юга Литвы Польшей управление и основные цеха были переведены в Каунас. Вильнюс стал провинциальной станцией польских железных дорог, всякое сообщение с остальной Литвой было прервано до 1938 года. После вторжения вермахта в Польшу город и железнодорожная станция была возвращена Правительством Советского Союза Литве, которая, в свою очередь, в 1940 году вошла в состав СССР.
Во Вторую мировую войну здание вокзала было сильно разрушено и к 1950 году его построили заново (в 2000 году здание прошло реконструкцию).
В 1970 году существовавшее паровозное депо было преобразовано в локомотивное (ТЧ-8 Прибалтийской ж. д., позднее Vilniaus lokomotyvų depas). В 2003 году обособленная часть ремонтной базы была преобразована в ЗАО «Вильнюсское локомотивное ремонтное депо» (Vilniaus Lokomotyvu Remonto Depas UAB). В 2011 году в вокзал переехал Музей железных дорог Литвы. Часть экспозиции музея — подвижной состав находится под открытым небом на путях в восточной части станции, отдельно от неё в качестве памятника установлен паровоз Л 0236.
C 1882 года с небольшими перерывами в Вильнюсе действует региональный центр управления железными дорогами, ныне штаб-квартира дирекции Литовских железных дорог.

## Направления

### Внутригосударственные
- Вильнюс — Аэропорт — Яшюнай;
- Вильнюс — Варена — Марцинконис;
- Вильнюс — Игналина — Турмантас;
- Вильнюс — Каунас;
- Вильнюс — Кяна;
- Вильнюс — Тракай;
- Вильнюс — Шяуляй — Клайпеда;

### Маршруты российского формирования в/из Калининградской области
| № поезда    | Маршрут движения              | № поезда    | Маршрут движения              |
| ----------- | ----------------------------- | ----------- | ----------------------------- |
| 29 «Янтарь» | Москва — Вильнюс/Калининград  | 30 «Янтарь» | Калининград/Вильнюс — Москва  |
| 79          | Санкт-Петербург — Калининград | 80          | Калининград — Санкт-Петербург |
| 147         | Москва — Калининград          | 148         | Калининград — Москва          |
| 359         | Адлер — Калининград           | 360         | Калининград — Адлер           |
| 425         | Челябинск — Калининград       | 426         | Калининград — Челябинск       |

### Электропоезда-экспрессы до Минска
| № поезда | Маршрут движения | № поезда | Маршрут движения | Перевозчик | Подвижной состав |
| -------- | ---------------- | -------- | ---------------- | ---------- | ---------------- |
| 803, 807 | Минск — Вильнюс  | 804, 808 | Вильнюс — Минск  | LG         | EJ575            |
| 801, 805 | Минск — Вильнюс  | 802, 806 | Вильнюс — Минск  | БЧ         | ЭПр              |

## Фотогалерея

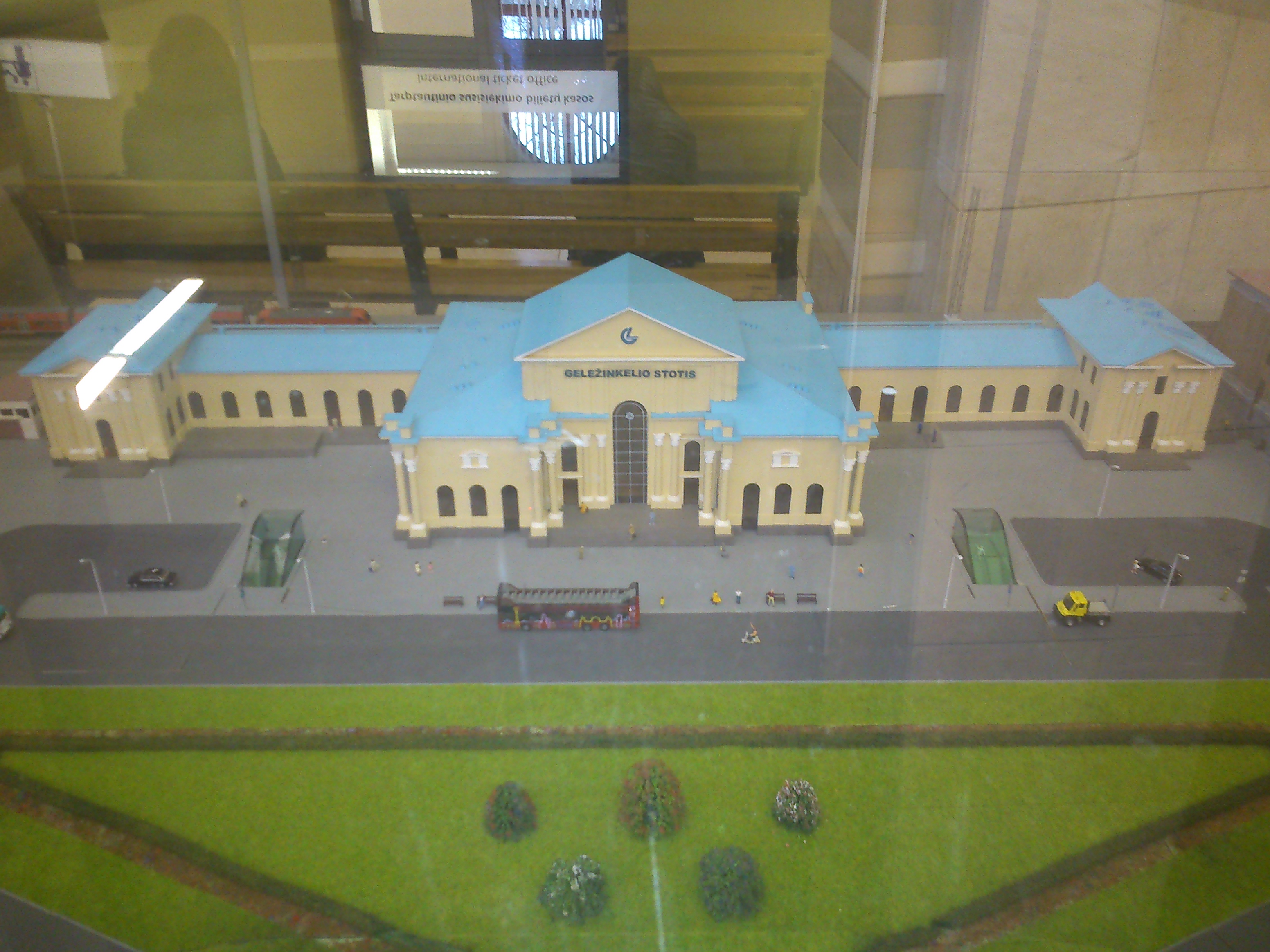
Макет
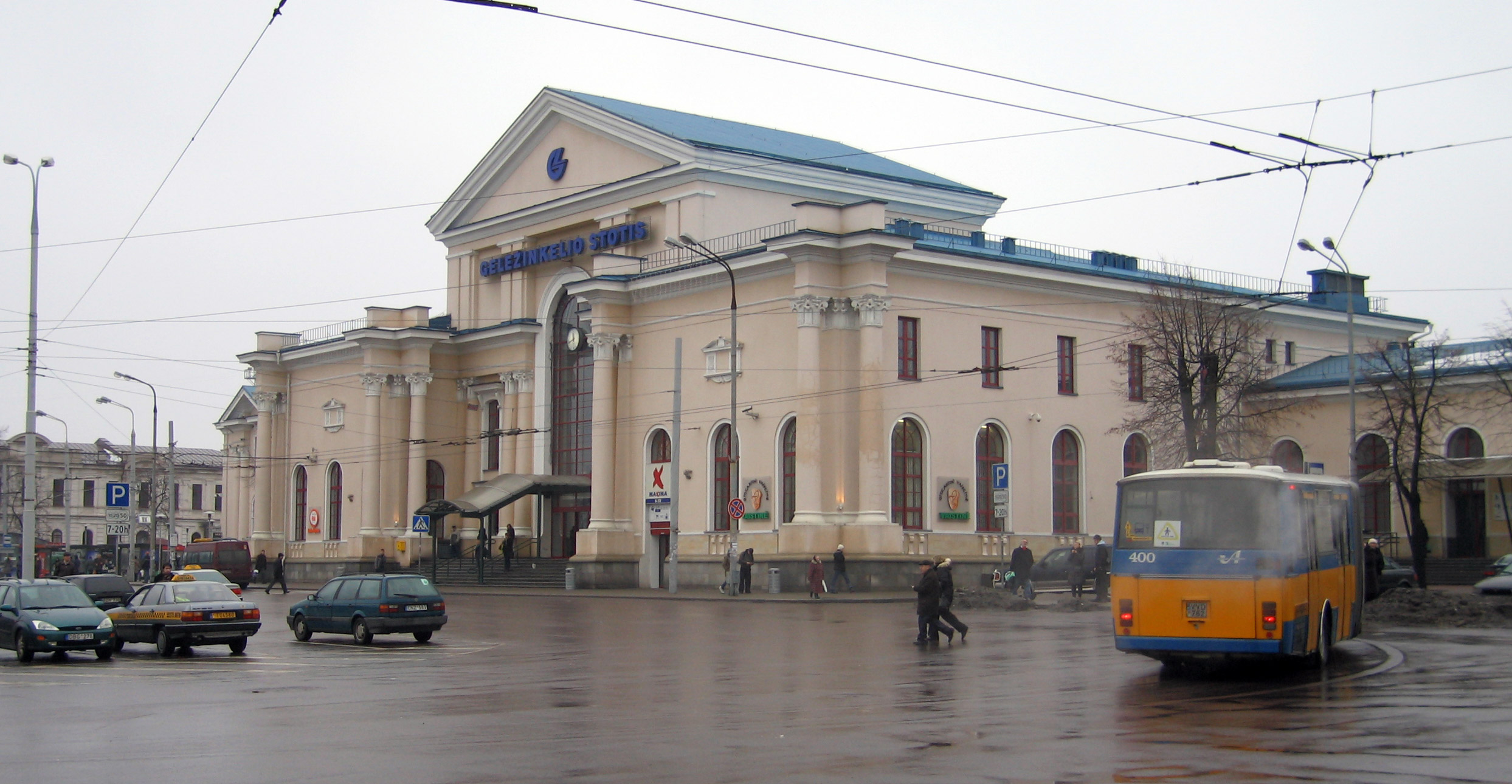
Здание вокзала, 2009
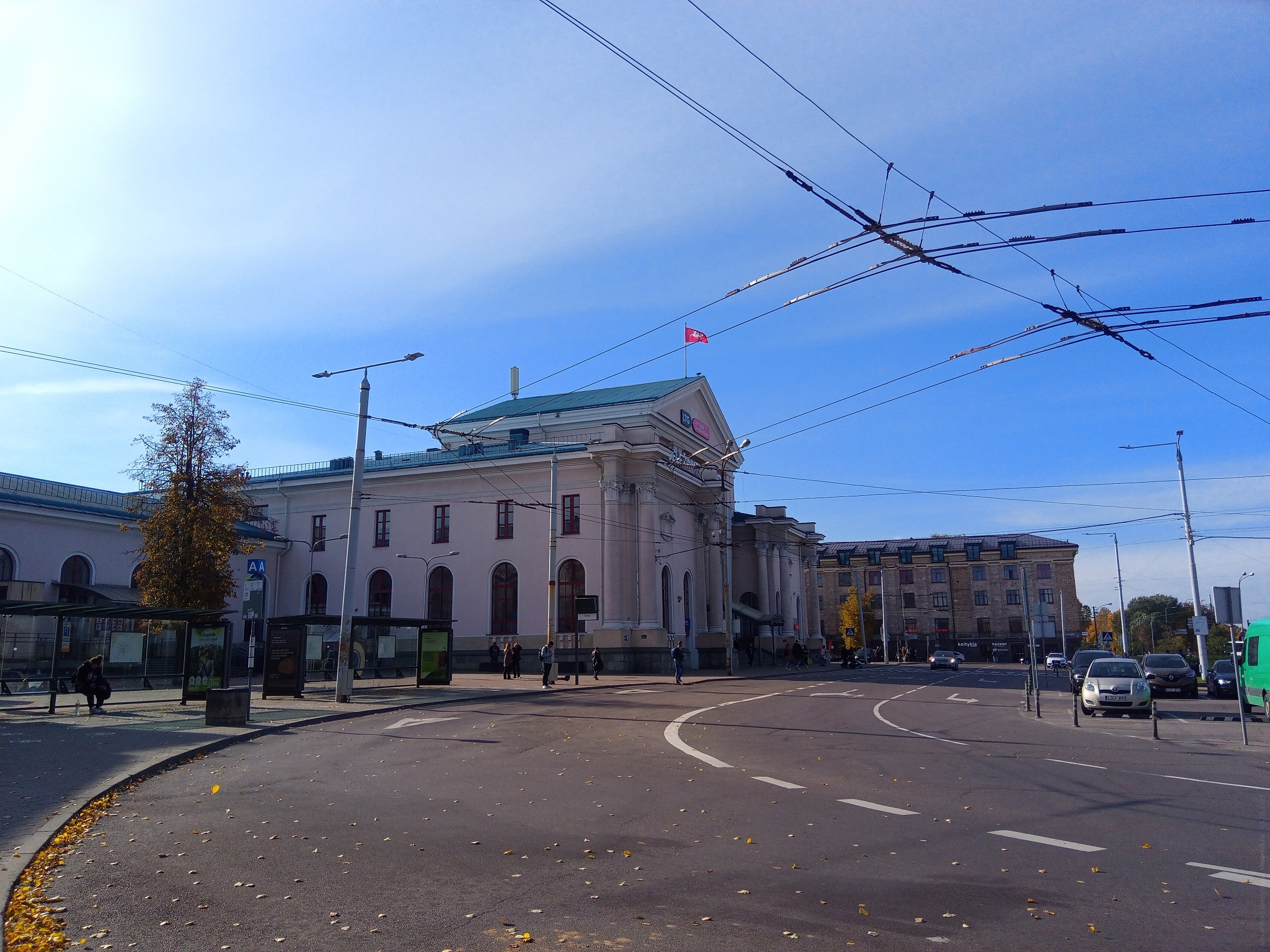
Здание вокзала, 2021
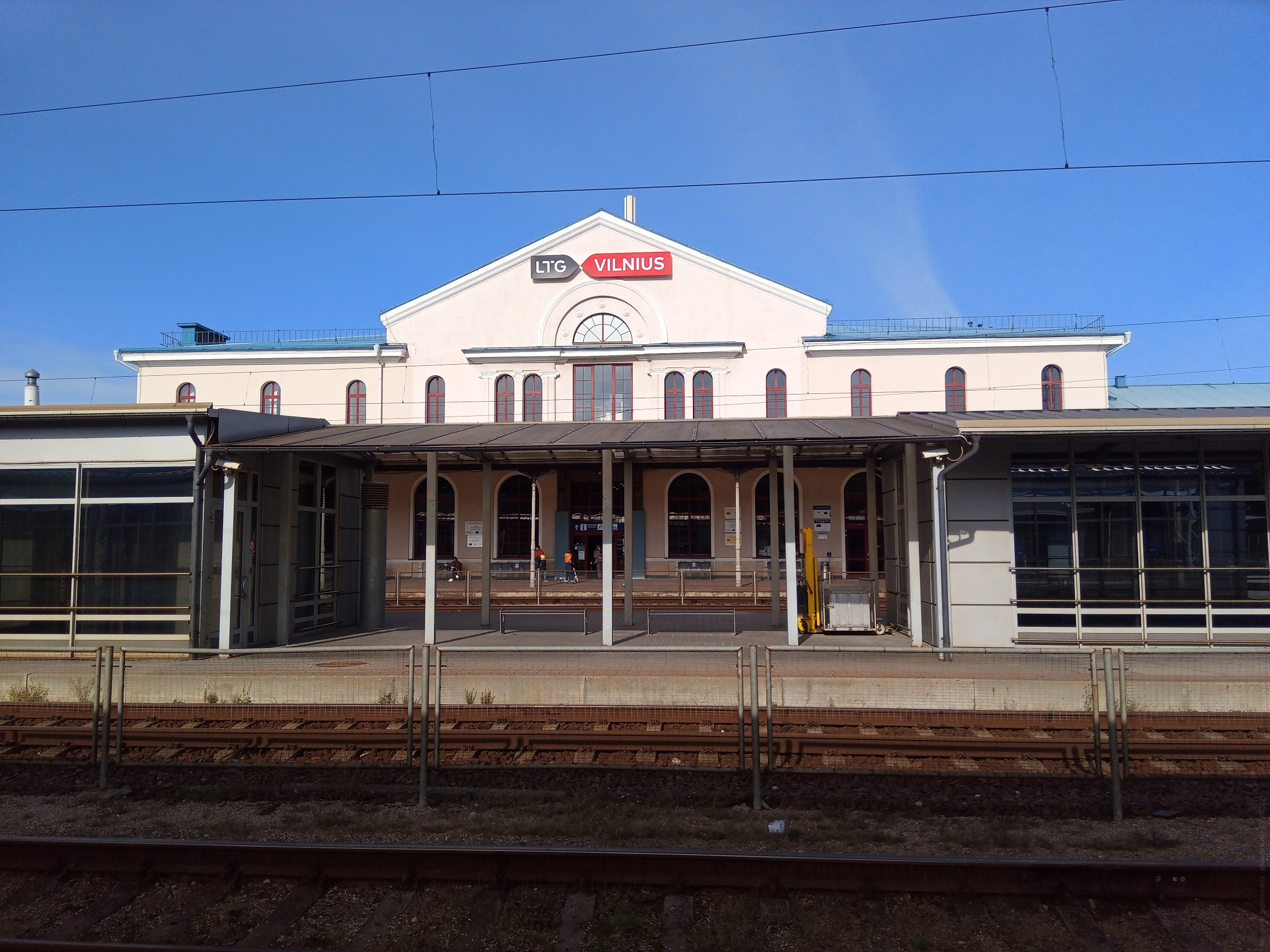
Перрон и вокзал, 2021
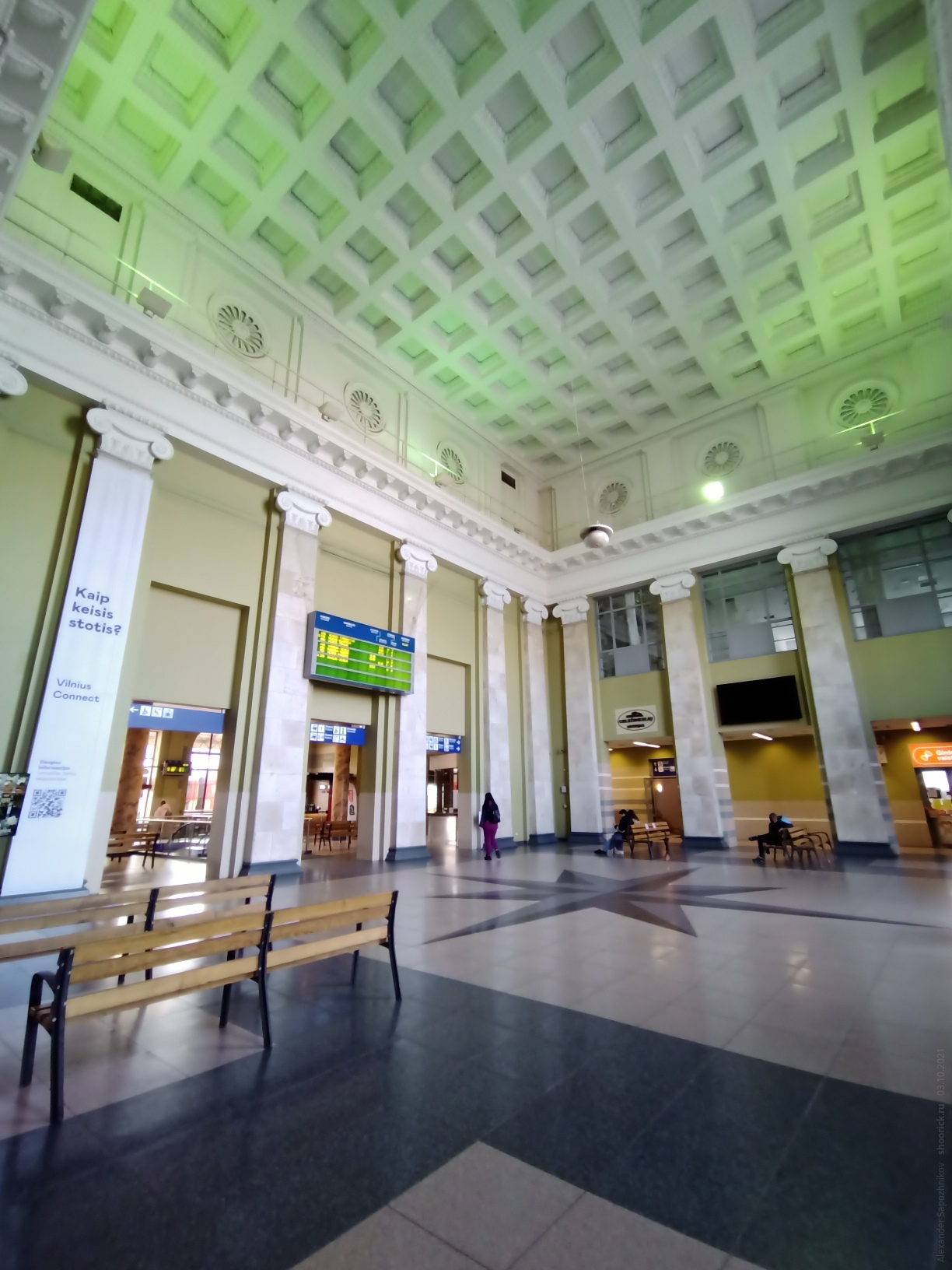
Интерьер вокзала, 2021
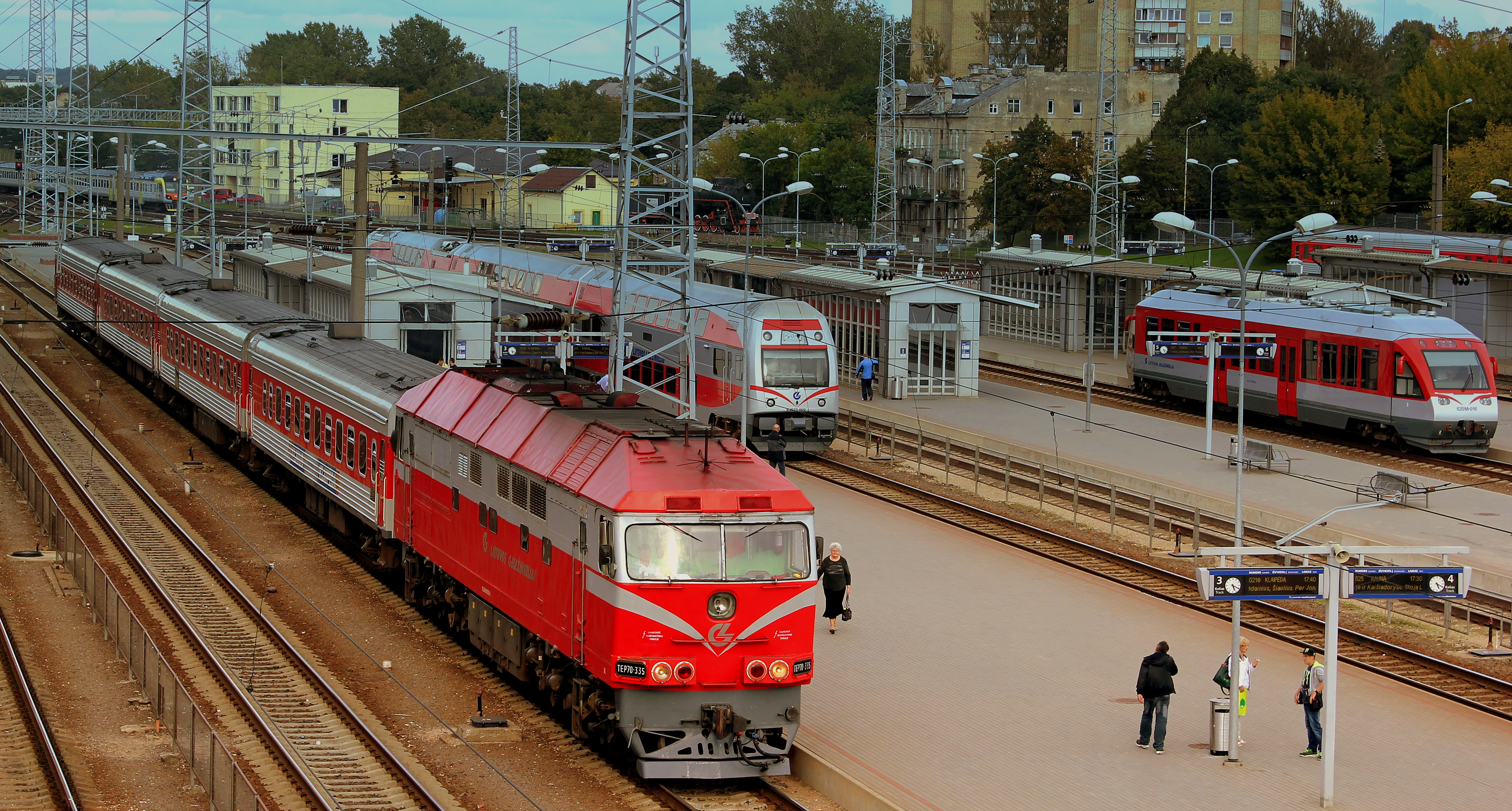
Перроны, 2013
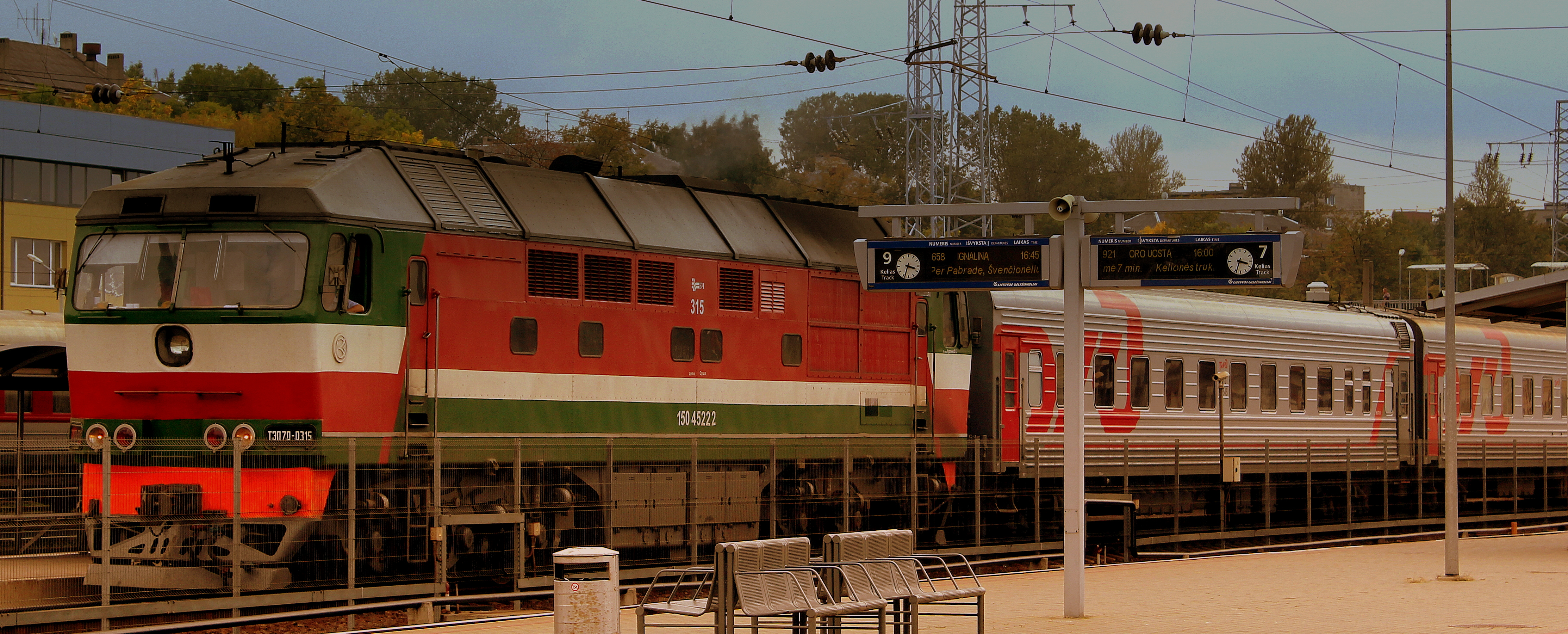
Пассажирский поезд у платформы, 2013
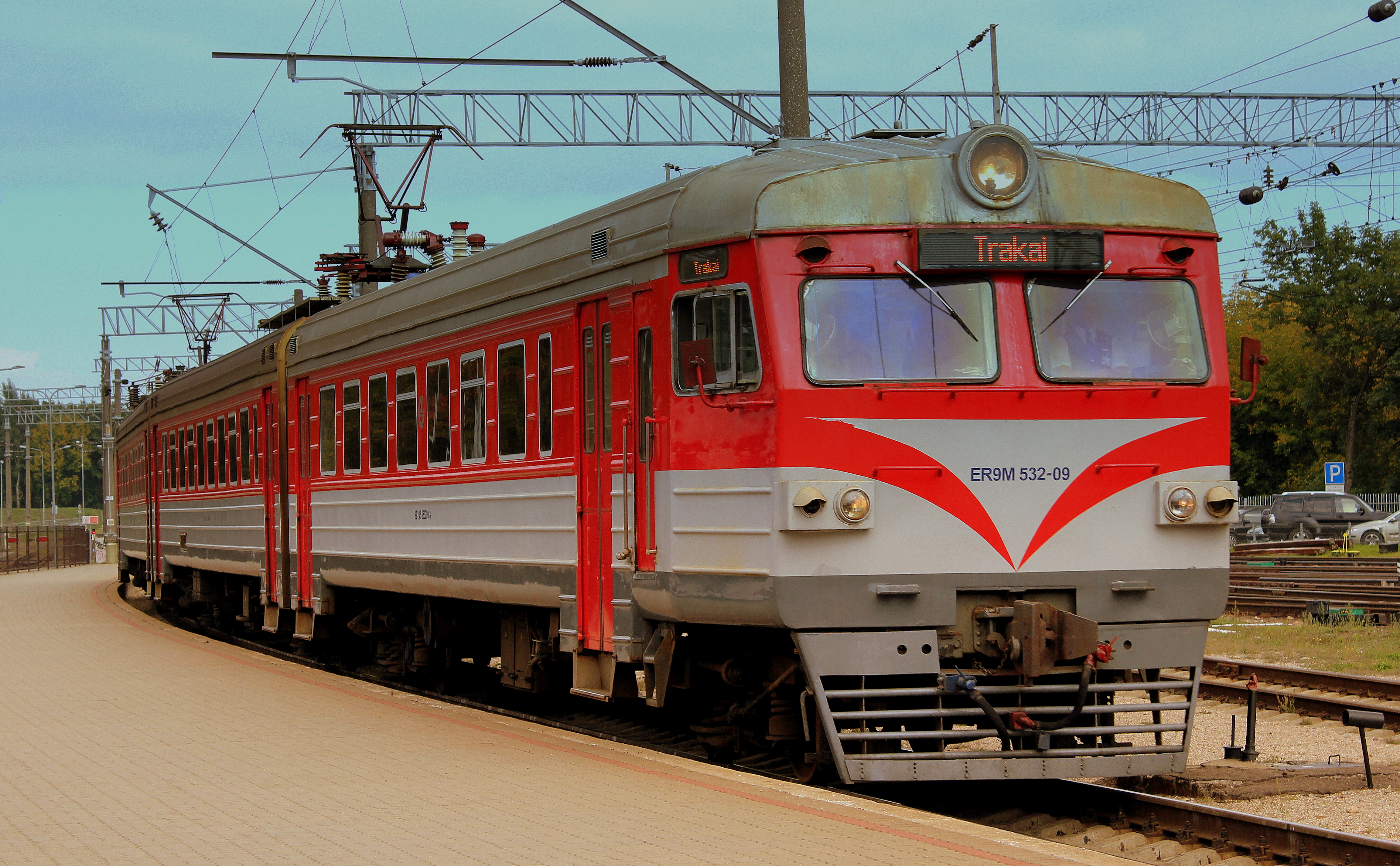
Электропоезд ЭР9М до Тракая, 2013
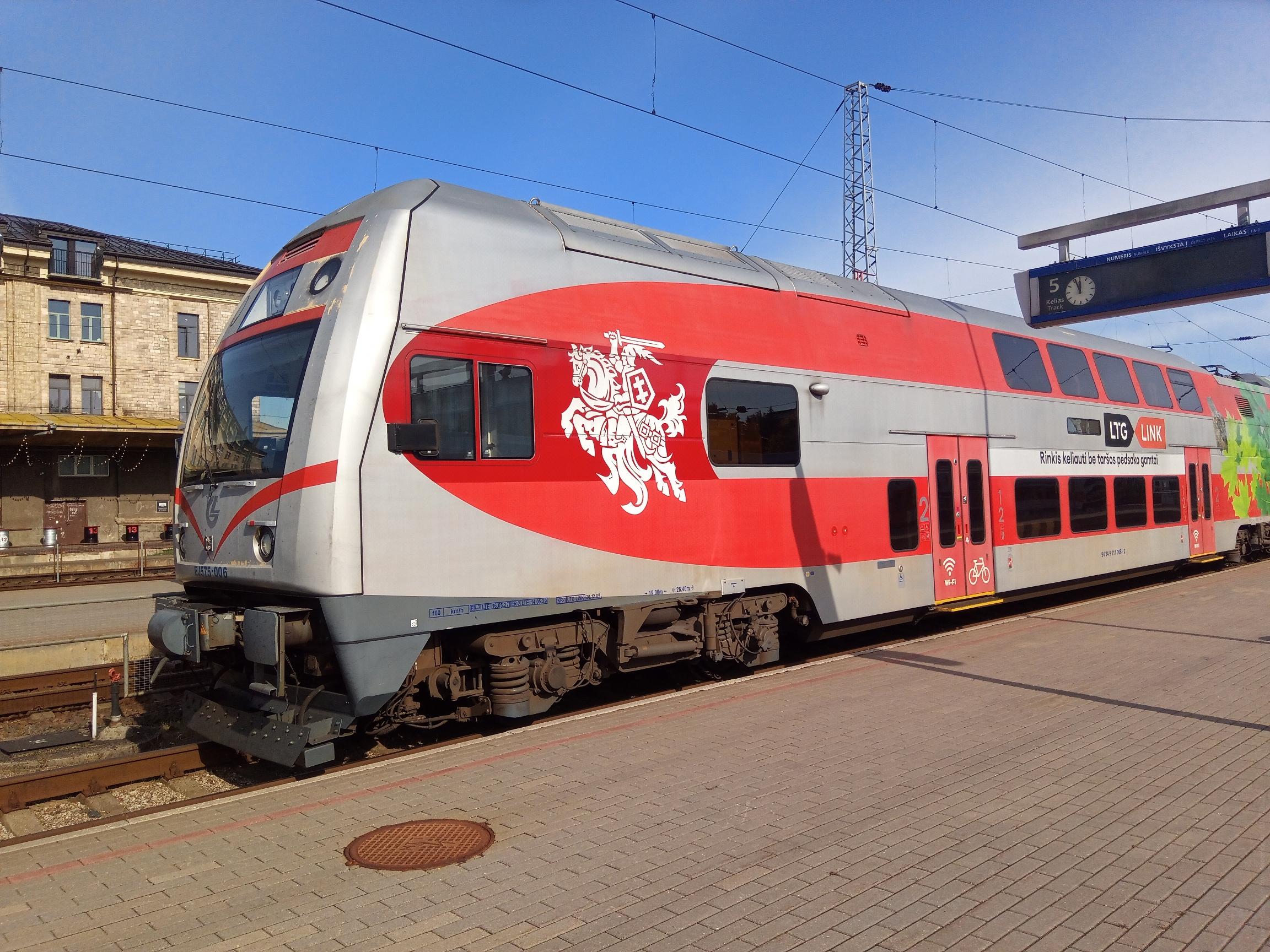
Электропоезд Škoda EJ575, 2021
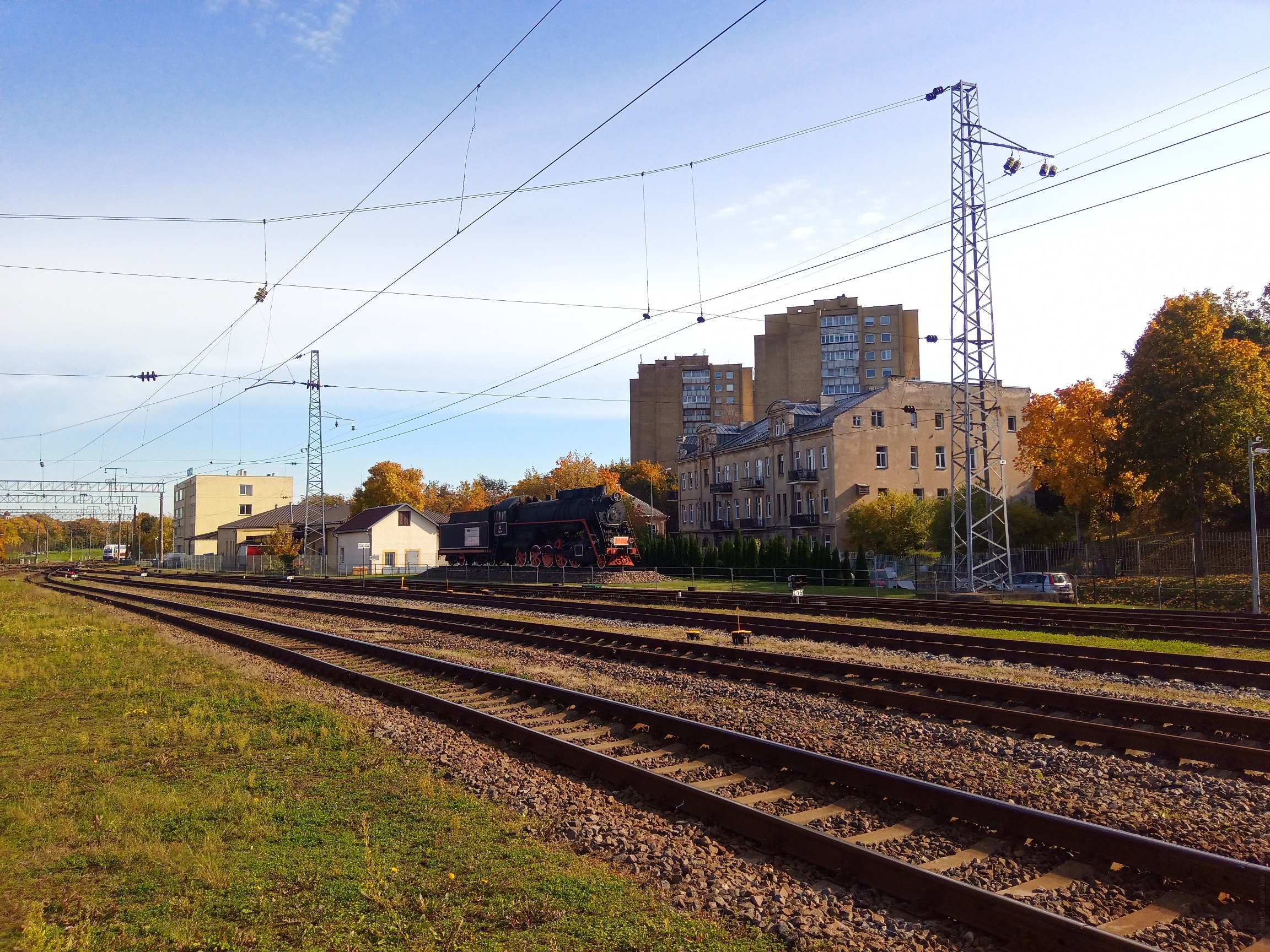
Пути и паровоз-памятник, 2021
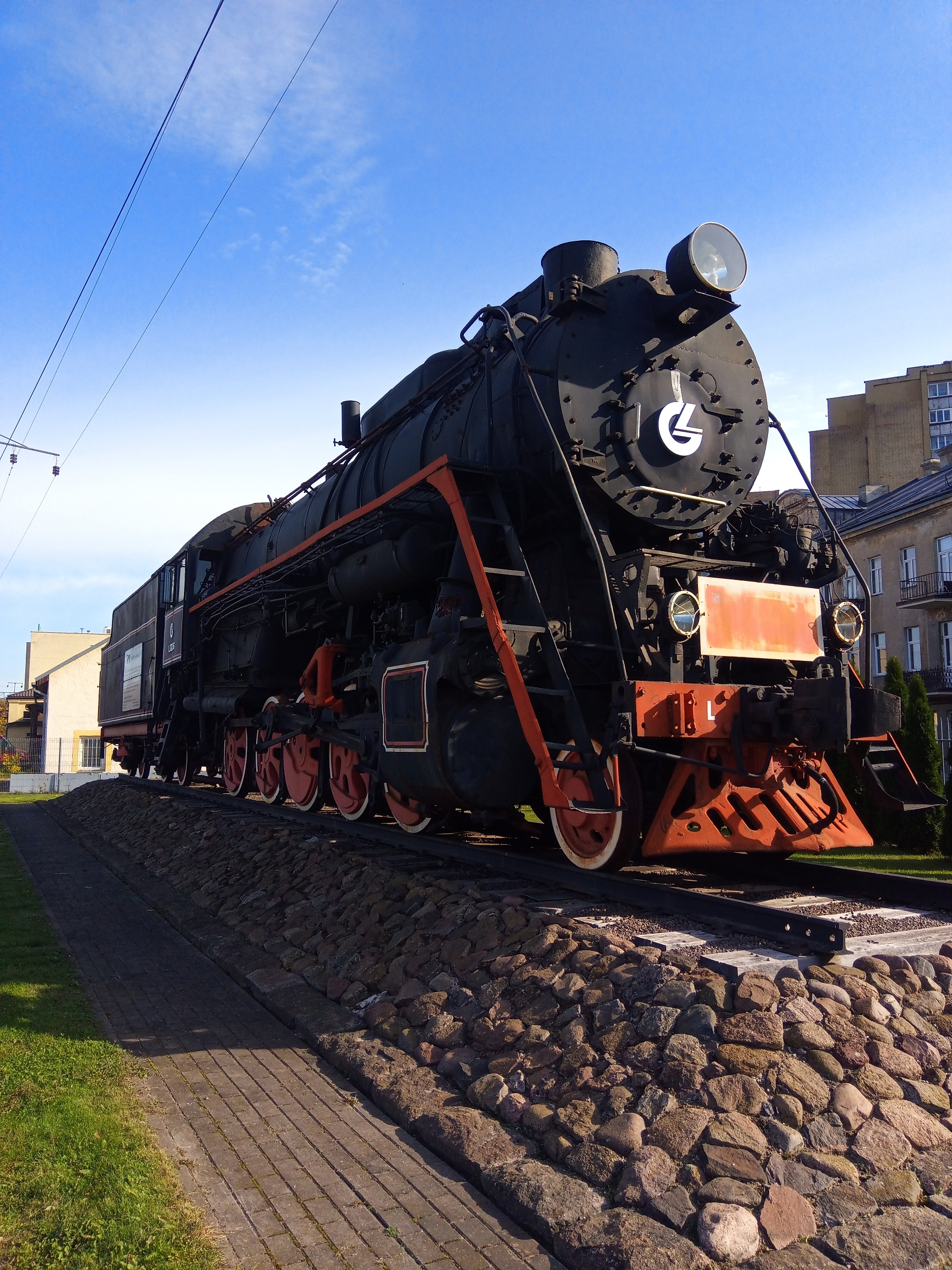
Паровоз Л 0236
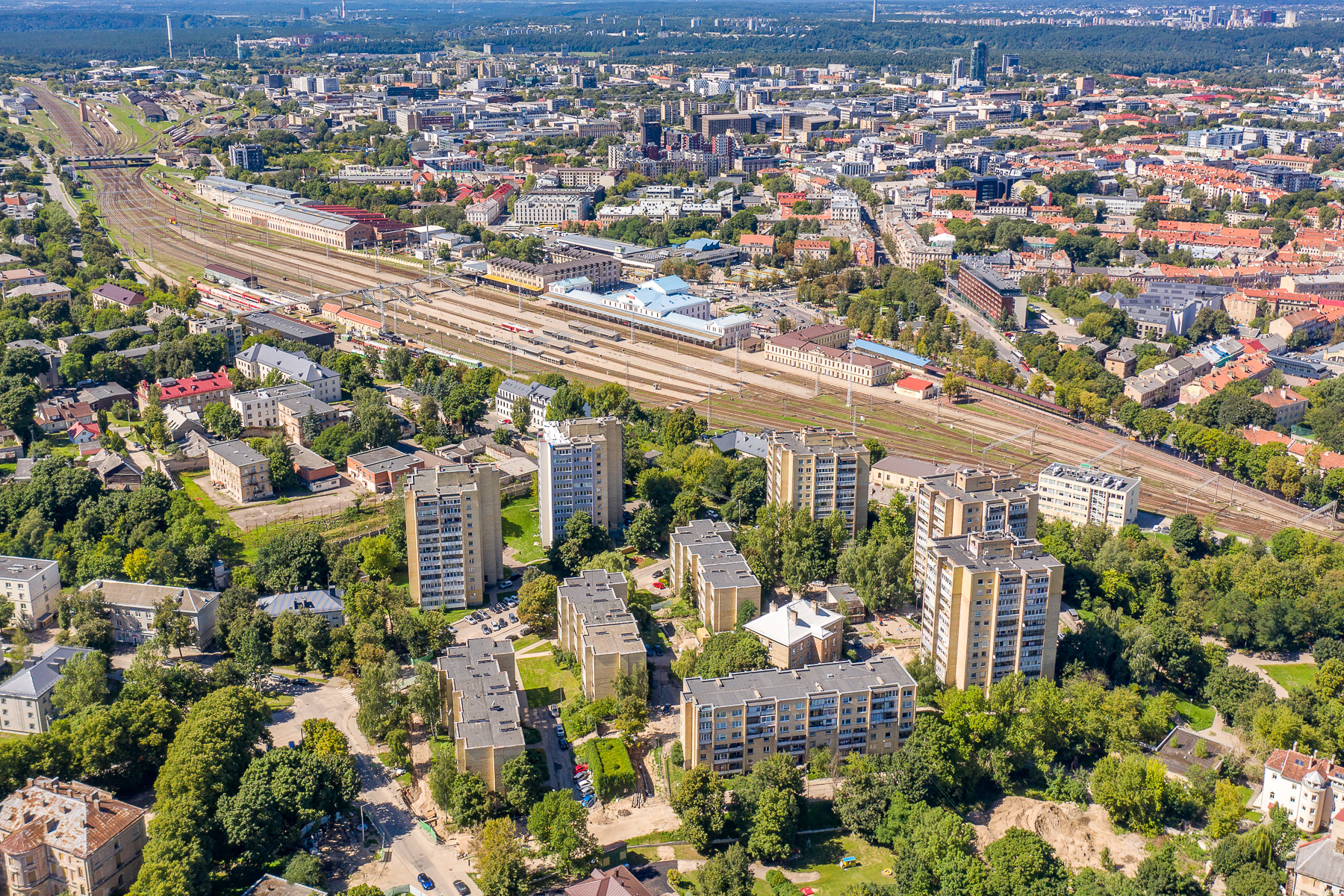
Вид на станцию с высоты птичьего полёта, 2023

## Деятельность
- Различные виды погрузочно-разгрузочных работ
- Хранение грузов, склад таможенного оформления
- Услуги таможенных брокеров
- Временное хранение, перевалка грузов на импортно-экспортных терминалах